# Mimosa warnockii
Mimosa warnockii är en ärtväxtart som beskrevs av Billie Lee Turner. Mimosa warnockii ingår i släktet mimosor, och familjen ärtväxter. Inga underarter finns listade i Catalogue of Life.